# Les Fantômes d'Onyx
Les Fantômes d'Onyx (titre original : Ghosts of Onyx) est un roman de science-fiction écrit par Eric Nylund et situé dans l'univers de Halo.

## Synopsis
Alors que Spartan John-117 défend la planète Terre contre l'invasion de l'Alliance Covenante, la « Section Trois », cellule d'espionnage des forces navales, échafaude un plan pour donner du répit aux forces armées. La planète Onyx, déserte, semble idéale pour la mise en place de celui-ci jusqu'à ce qu'une créature s'éveille en ses profondeurs...

## Accueil
Douglass Perry d'IGN a loué le roman pour son style et sa capacité à relier des intrigues laissées en suspens dans les précédents romans et jeux de l'univers Halo.